# Anatista
Anatista är ett släkte av skalbaggar. Anatista ingår i familjen Rutelidae.
Kladogram enligt Catalogue of Life:
| Anatista | \| \| Anatista lafertei \| \| \| \| \| \| Anatista macrophylla \| \| \| \| |
|          | \| \| Anatista lafertei \| \| \| \| \| \| Anatista macrophylla \| \| \| \| |
|          | Anatista lafertei                                                          |
|          |                                                                            |
|          | Anatista macrophylla                                                       |
|          |                                                                            |